# Леден дъжд
Леден дъжд е твърд валеж, падащ при отрицателни температури на въздуха (обикновено от 0 до -10 °C, понякога до -15 °C) под формата на малки сфери с диаметър 1 – 3 милиметра от плътен прозрачен лед. Вътре в сферата има размразена вода, когато попада върху предмети, се разбива, водата изтича, замръзва веднага и формира ледена покривка.
Леденият дъжд се образува при наличието на температурна инверсия в долната тропосфера (често в областта на топлия атмосферен фронт): в близост до земната повърхност е студен въздух, а над него слой от по-топъл въздух. В топлия въздушен слой снегът частично или напълно се топи, а след това в студения въздух се преохлажда и замръзва, и пада на земята като ледена глазура.